# Banque centrale des Seychelles
Die Banque centrale des Seychelles (Seychellenkreol: Labank santral Sesel, dt.: Zentralbank der Seychellen, en.: Central Bank of Seychelles) ist die Zentralbank der Seychellen. Sie wurde am 1. Januar 1983 gegründet, als  die Vorgängerbehörde, die Seychelles Monetary Authority aufgelöst wurde.

## Standort

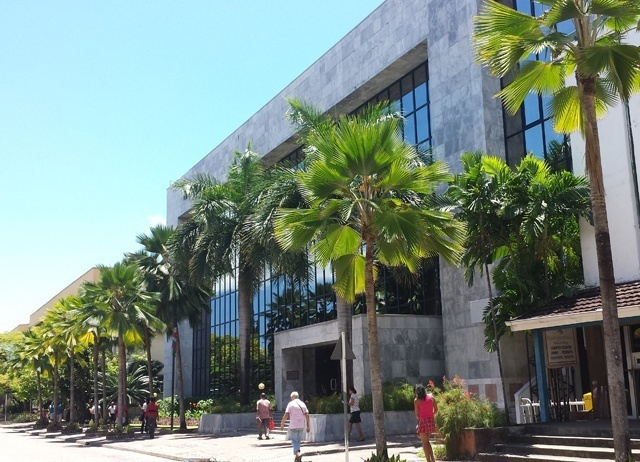
Gebäude der Zentralbank in Victoria.

Die Geschäftsräume der Bank befinden sich im Central Bank Building an der Independence Avenue in Victoria, der Hauptstadt der Seychellen, auf der Insel Mahé. Das dreistöckige Gebäude ist komplett klimatisiert und hat 3500 m² Büro- und Lagerflächen.

## Geschichte
1974 wurde die Currency Commission der Seychellen gegründet. 1978 wurde die Seychelles Monetary Authority eingeführt, welche 1983 zur Zentralbank der Seychellen umorganisiert wurde. Bis 1982 wurden die Konten der Regierung der Seychellen von Barclays Bank International verwaltet. Am 29. Dezember 1982 wurde diese Verantwortung durch die Verabschiedung des „Central Bank of Seychelles Act 1982“ auf die CBS übertragen. Ein geänderter Central Bank of Seychelles Act 2004 sah die Autonomie der Bank innerhalb der Regierungsstruktur der Seychellen vor.

## Leitung
Die Geschäfte der Bank werden von einem achtköpfigen Vorstand (board of directors) überwacht, dessen Vorsitz der Bankgouverneur (bank governor) führt. Im April 2020 bestand der Vorstand aus den folgenden acht Personen:
1. Caroline Abel: Governor und Vorsitzende
2. Christopher Edmond: First Deputy Governor
3. Jenifer Sullivan: Second Deputy Governor
4. Errol Dias: Director
5. Bertrand Rassool: Director
6. William Otiende Ogara: Director
7. Frank Ally: Attorney General, Director
8. Sherley Marie: Director.

## Bankgouverneure

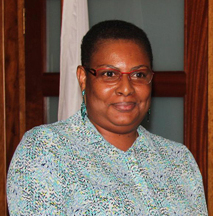
Caroline Abel

Seit der Gründung der Bank am 1. Januar 1983 waren folgende Personen die Bank-Gouverneure.
| Governor             | Von            | Bis            | Anmerkungen |
| -------------------- | -------------- | -------------- | ----------- |
| Guy Morel            | Januar 1983    | September 1991 | [ 6 ]       |
| Aboo Aumeeruddy      | September 1991 | April 1995     | [ 6 ]       |
| Norman Weber         | Mai 1995       | April 2001     | [ 6 ]       |
| Francis Chang-Leng   | Mai 2001       | Oktober 2008   | [ 6 ]       |
| Pierre Frank Laporte | November 2008  | März 2012      | [ 6 ]       |
| Caroline Abel        | März 2012      |                | [ 6 ]       |